# 石子岭水库
石子岭水库是中国湖北省宜昌市枝江市境内的一座水库，位于沮漳河支流花庙河上，建于1954年。水库正常库容为1528万立方米，集雨面积为29.5平方千米，海拔为88.3米。